# Lingyun
Der Kreis Lingyun (chinesisch 凌云县, Pinyin Língyún Xiàn; Zhuang Lingzyinz Yen) ist ein Kreis im Autonomen Gebiet Guangxi der Zhuang-Nationalität in der Volksrepublik China. Er gehört zum Verwaltungsgebiet der bezirksfreien Stadt Bose. Der Kreis hat eine Fläche von 2.047 Quadratkilometern und zählt 196.900 Einwohner (Stand: 2018). Sein Hauptort ist die Großgemeinde Sicheng (泗城镇).

## Administrative Gliederung
Auf Gemeindeebene setzt sich der Kreis aus drei Großgemeinden und fünf Gemeinden (davon vier Nationalitätengemeinden) zusammen. Diese sind:
- Großgemeinde Sicheng 泗城镇
- Großgemeinde Luolou 逻楼镇
- Großgemeinde Jialong 加尤镇

- Gemeinde Xiajia 下甲乡
- Gemeinde Lingzhan der Yao 伶站瑶族乡
- Gemeinde Chaoli der Yao 朝里瑶族乡
- Gemeinde Shali der Yao 沙里瑶族乡
- Gemeinde Yuhong der Yao 玉洪瑶族乡